# La Tradición Navarra
La Tradición Navarra fue un periódico español de ideología tradicionalista, publicado en Pamplona entre 1894 y 1932.

## Historia
El periódico apareció el 6 de octubre de 1894 con el subtítulo «Diario católico-político» con motivo de un viaje de Ramón Nocedal a Pamplona. Los integristas navarros habían contado anteriormente con el periódico El Tradicionalista, que acabó separándose del partido.
Benigno de Loyola, antiguo director de El Euskaro, fue su primer director. Le sucederían después en el cargo Aquilino García Deán, Benito Valencia, Hilario Olazarán y Marcos Alconero.
Era el portavoz oficial de la Junta Regional del Partido Integrista de Navarra. Invocaba permanentemente la unión de los católicos contra las doctrinas liberales, sin concretar demasiado en qué consistirían sus fines políticos. Durante el tiempo que duró la enemistad entre integristas y carlistas, atacó al partido carlista y su órgano en Navarra, El Pensamiento Navarro, al que acusó de estar contaminado por el liberalismo. En el periódico predominaba la información religiosa. En primera página aparecía el Boletín del Apostolado de la Oración e incluía generalmente texto o comentario de algún discurso del Papa, un artículo de Nocedal o de El Siglo Futuro.
Durante la dictadura de Primo de Rivera no fue censurado debido a su afinidad a las autoridades del régimen, a diferencia de otros periódicos católicos como El Pensamiento Navarro o El Pueblo Navarro, que sufrieron la censura gubernamental. El diario fue suspendido en agosto de 1932, tras el fallido golpe de Estado de José Sanjurjo, y ya no volvería debido a su menor razón de ser tras la reunificación de integristas y carlistas en la Comunión Tradicionalista y a su precaria tirada.
A pesar de su prolongación en el tiempo siempre tuvo escasa difusión (900 ejemplares su último número del 10 de agosto de 1932, 4,3% de la prensa navarra).